# 2e étape du Tour de France 1998
Pour un article plus général, voir Tour de France 1998.
La deuxième étape du Tour de France a eu lieu le 13 juillet 1998 entre Enniscorthy et Cork avec 205,5 km de course sur un parcours plat. Une côte de3ème catégorie au kilomètre 88, la côte de Carrick-on-Suir (ville natale de Sean Kelly) et de 4ème catégorie au km 131 - côte de Curtiswood - viennent pimenter le parcours, qui devrait vraisemblablement favoriser un sprinter. Les nombreuses bonifications devrait à un sprinter, principalement Zabel et Steels, de ravir le maillot jaune à Chris Boardman.

## Récit
Au bout de cette longue étape disputée dans sa première partie à une vitesse de croisière (35,7 km/h de moyenne), le Champion de République tchèque Ján Svorada s'impose au sprint, succédant à son coéquipier Tom Steels - qui consolide son maillot vert - gagnant cette fois-ci devant Robbie McEwen, quatre ans après sa victoire au Futuroscope. Le porteur du Maillot jaune Christopher Boardman fait une lourde chute à 50 km de l'arrivée, s'affale sur le bas côté, et est contraint à l'abandon. K.O., il doit être évacué à l'hôpital de Cork d'urgence. Une fêlure du radius gauche lui est diagnostiqué. Pour la quatrième fois en cinq participation, Boardman abandonne le Tour, que certain dénomme désormais "Chris le Maudit". Le Maillot jaune échoit à Erik Zabel pour la première fois de sa carrière, malgré une 17ème place à Cork, vu ses efforts fournis afin de remporter l'un des trois sprints bonifications du parcours. Le peloton fut tout de même inquiété par le duo du Gan Eddy Seigneur - François Simon, échappés à vingt kilomètres de l'arrivée, mais rattrapés peu avant la flamme rouge.
On retrouve aux trois premières places du classement général les trois favoris du classement par points, Zabel, Steels et Frédéric Moncassin. Aucun changement quant aux classements annexes.

## Classement de l'étape
| \| Classement de l'étape \| Classement de l'étape \| Classement de l'étape \| Classement de l'étape \| Classement de l'étape \| \| Coureur \| Coureur \| Pays \| Équipe \| Temps \| \| --------------------- \| --------------------- \| --------------------- \| ------------------------------ \| --------------------- \| \| 1er \| Ján Svorada \| Tchéquie \| Mapei-Bricobi \| 5 h 45 min 10 s \| \| 2e \| Robbie McEwen \| Australie \| Rabobank \| + 0 s \| \| 3e \| Mario Cipollini \| Italie \| Saeco-Cannondale \| + 0 s \| \| 4e \| Alain Turicchia \| Italie \| Asics-CGA \| + 0 s \| \| 5e \| Tom Steels \| Belgique \| Mapei-Bricobi \| + 0 s \| \| 6e \| Emmanuel Magnien \| France \| La Française des jeux \| + 0 s \| \| 7e \| Jaan Kirsipuu \| Estonie \| Casino \| + 0 s \| \| 8e \| Nicola Minali \| Italie \| Riso Scotti-MG Boys Maglificio \| + 0 s \| \| 9e \| Jeroen Blijlevens \| Pays-Bas \| TVM-Farm Frites \| + 0 s \| \| 10e \| Silvio Martinello \| Italie \| Polti \| + 0 s \| |                   |           |                                |                 |
| |                   |           |                                |                 |
| |                   |           |                                |                 |
| Classement de l'étape |                   |           |                                |                 |
| Coureur | Coureur           | Pays      | Équipe                         | Temps           |
| 1er | Ján Svorada       | Tchéquie  | Mapei-Bricobi                  | 5 h 45 min 10 s |
| 2e | Robbie McEwen     | Australie | Rabobank                       | + 0 s           |
| 3e | Mario Cipollini   | Italie    | Saeco-Cannondale               | + 0 s           |
| 4e | Alain Turicchia   | Italie    | Asics-CGA                      | + 0 s           |
| 5e | Tom Steels        | Belgique  | Mapei-Bricobi                  | + 0 s           |
| 6e | Emmanuel Magnien  | France    | La Française des jeux          | + 0 s           |
| 7e | Jaan Kirsipuu     | Estonie   | Casino                         | + 0 s           |
| 8e | Nicola Minali     | Italie    | Riso Scotti-MG Boys Maglificio | + 0 s           |
| 9e | Jeroen Blijlevens | Pays-Bas  | TVM-Farm Frites                | + 0 s           |
| 10e | Silvio Martinello | Italie    | Polti                          | + 0 s           |

## Classement général
À la suite de ce nouveau sprint, on trouve plusieurs changements au niveau du classement général. Chris Boardman (Gan), le leader au départ de Enniscorthy, abandonne en cours d'étape. C'est le sprinteur Allemand Erik Zabel (Deutsche Telekom) qui s'empare du maillot jaune de leader grâce aux bonifications prises en cours d'étape. Pour les mêmes raisons, le Belge Tom Steels (Mapei-Bricobi) et le Français Frédéric Moncassin (Gan) le suivent au classement, à sept secondes.
| \| Classement général \| Classement général \| Classement général \| Classement général \| Classement général \| \| Coureur \| Coureur \| Pays \| Équipe \| Temps \| \| ------------------ \| ------------------ \| ------------------ \| ------------------------------- \| ------------------ \| \| 1er \| Erik Zabel \| Allemagne \| Deutsche Telekom \| 10 h 03 min 16 s \| \| 2e \| Tom Steels \| Belgique \| Mapei-Bricobi \| + 7 s \| \| 3e \| Frédéric Moncassin \| France \| Gan \| + 7 s \| \| 4e \| Abraham Olano \| Espagne \| Banesto \| + 8 s \| \| 5e \| Laurent Jalabert \| France \| ONCE \| + 9 s \| \| 6e \| Bobby Julich \| États-Unis \| Cofidis-Le Crédit par Téléphone \| + 9 s \| \| 7e \| Christophe Moreau \| France \| Festina-Lotus \| + 9 s \| \| 8e \| Jan Ullrich \| Allemagne \| Deutsche Telekom \| + 9 s \| \| 9e \| Ján Svorada \| Tchéquie \| Mapei-Bricobi \| + 10 s \| \| 10e \| Robbie McEwen \| Australie \| Rabobank \| + 11 s \| |                    |            |                                 |                  |
| |                    |            |                                 |                  |
| |                    |            |                                 |                  |
| Classement général |                    |            |                                 |                  |
| Coureur | Coureur            | Pays       | Équipe                          | Temps            |
| 1er | Erik Zabel         | Allemagne  | Deutsche Telekom                | 10 h 03 min 16 s |
| 2e | Tom Steels         | Belgique   | Mapei-Bricobi                   | + 7 s            |
| 3e | Frédéric Moncassin | France     | Gan                             | + 7 s            |
| 4e | Abraham Olano      | Espagne    | Banesto                         | + 8 s            |
| 5e | Laurent Jalabert   | France     | ONCE                            | + 9 s            |
| 6e | Bobby Julich       | États-Unis | Cofidis-Le Crédit par Téléphone | + 9 s            |
| 7e | Christophe Moreau  | France     | Festina-Lotus                   | + 9 s            |
| 8e | Jan Ullrich        | Allemagne  | Deutsche Telekom                | + 9 s            |
| 9e | Ján Svorada        | Tchéquie   | Mapei-Bricobi                   | + 10 s           |
| 10e | Robbie McEwen      | Australie  | Rabobank                        | + 11 s           |

## Classements annexes
| Classement par points | Classement par points | Classement par points | Classement par points | Classement par points |
| Coureur               | Coureur               | Pays                  | Équipe                | Points                |
| --------------------- | --------------------- | --------------------- | --------------------- | --------------------- |
| 1er                   | Tom Steels            | Belgique              | Mapei-Bricobi         | 63 pts                |
| 2e                    | Ján Svorada           | Tchéquie              | Mapei-Bricobi         | 57 pts                |
| 3e                    | Robbie McEwen         | Australie             | Rabobank              | 56 pts                |
| 4e                    | Erik Zabel            | Allemagne             | Deutsche Telekom      | 55 pts                |
| 5e                    | Frédéric Moncassin    | France                | Gan                   | 43 pts                |

| Classement par points | Classement par points | Classement par points | Classement par points | Classement par points |
| Coureur               | Coureur               | Pays                  | Équipe                | Points                |
| --------------------- | --------------------- | --------------------- | --------------------- | --------------------- |
| 1er                   | Tom Steels            | Belgique              | Mapei-Bricobi         | 63 pts                |
| 2e                    | Ján Svorada           | Tchéquie              | Mapei-Bricobi         | 57 pts                |
| 3e                    | Robbie McEwen         | Australie             | Rabobank              | 56 pts                |
| 4e                    | Erik Zabel            | Allemagne             | Deutsche Telekom      | 55 pts                |
| 5e                    | Frédéric Moncassin    | France                | Gan                   | 43 pts                |

| Classement de la montagne | Classement de la montagne | Classement de la montagne | Classement de la montagne | Classement de la montagne |
| Coureur                   | Coureur                   | Pays                      | Équipe                    | Points                    |
| ------------------------- | ------------------------- | ------------------------- | ------------------------- | ------------------------- |
| 1er                       | Stefano Zanini            | Italie                    | Mapei-Bricobi             | 16 pts                    |
| 2e                        | Pascal Hervé              | France                    | Festina-Lotus             | 13 pts                    |
| 3e                        | Jens Voigt                | Allemagne                 | Gan                       | 10 pts                    |
| 4e                        | Christophe Agnolutto      | France                    | Casino                    | 7 pts                     |
| 5e                        | Marcos Serrano            | Espagne                   | Kelme-Costa Blanca        | 5 pts                     |

| Classement de la montagne | Classement de la montagne | Classement de la montagne | Classement de la montagne | Classement de la montagne |
| Coureur                   | Coureur                   | Pays                      | Équipe                    | Points                    |
| ------------------------- | ------------------------- | ------------------------- | ------------------------- | ------------------------- |
| 1er                       | Stefano Zanini            | Italie                    | Mapei-Bricobi             | 16 pts                    |
| 2e                        | Pascal Hervé              | France                    | Festina-Lotus             | 13 pts                    |
| 3e                        | Jens Voigt                | Allemagne                 | Gan                       | 10 pts                    |
| 4e                        | Christophe Agnolutto      | France                    | Casino                    | 7 pts                     |
| 5e                        | Marcos Serrano            | Espagne                   | Kelme-Costa Blanca        | 5 pts                     |

| Classement du meilleur jeune | Classement du meilleur jeune | Classement du meilleur jeune | Classement du meilleur jeune    | Classement du meilleur jeune |
| Coureur                      | Coureur                      | Pays                         | Équipe                          | Temps                        |
| ---------------------------- | ---------------------------- | ---------------------------- | ------------------------------- | ---------------------------- |
| 1er                          | Jan Ullrich                  | Allemagne                    | Deutsche Telekom                | 10 h 03 min 25 s             |
| 2e                           | Nicolas Jalabert             | France                       | Cofidis-Le Crédit par Téléphone | + 7 s                        |
| 3e                           | Giuseppe Di Grande           | Italie                       | Mapei-Bricobi                   | + 8 s                        |
| 4e                           | Rik Verbrugghe               | Belgique                     | Lotto-Mobistar                  | + 8 s                        |
| 5e                           | Stuart O'Grady               | Australie                    | Gan                             | + 10 s                       |

| Classement du meilleur jeune | Classement du meilleur jeune | Classement du meilleur jeune | Classement du meilleur jeune    | Classement du meilleur jeune |
| Coureur                      | Coureur                      | Pays                         | Équipe                          | Temps                        |
| ---------------------------- | ---------------------------- | ---------------------------- | ------------------------------- | ---------------------------- |
| 1er                          | Jan Ullrich                  | Allemagne                    | Deutsche Telekom                | 10 h 03 min 25 s             |
| 2e                           | Nicolas Jalabert             | France                       | Cofidis-Le Crédit par Téléphone | + 7 s                        |
| 3e                           | Giuseppe Di Grande           | Italie                       | Mapei-Bricobi                   | + 8 s                        |
| 4e                           | Rik Verbrugghe               | Belgique                     | Lotto-Mobistar                  | + 8 s                        |
| 5e                           | Stuart O'Grady               | Australie                    | Gan                             | + 10 s                       |

| Classement par équipes | Classement par équipes          | Classement par équipes | Classement par équipes |
| Équipe                 | Équipe                          | Pays                   | Temps                  |
| ---------------------- | ------------------------------- | ---------------------- | ---------------------- |
| 1re                    | Festina-Lotus                   | France                 | 17 h 15 min 30 s       |
| 2e                     | Gan                             | France                 | + 7 s                  |
| 3e                     | Cofidis-Le Crédit par Téléphone | France                 | + 16 s                 |
| 4e                     | US Postal Service               | États-Unis             | + 17 s                 |
| 5e                     | Deutsche Telekom                | Allemagne              | + 18 s                 |

| Classement par équipes | Classement par équipes          | Classement par équipes | Classement par équipes |
| Équipe                 | Équipe                          | Pays                   | Temps                  |
| ---------------------- | ------------------------------- | ---------------------- | ---------------------- |
| 1re                    | Festina-Lotus                   | France                 | 17 h 15 min 30 s       |
| 2e                     | Gan                             | France                 | + 7 s                  |
| 3e                     | Cofidis-Le Crédit par Téléphone | France                 | + 16 s                 |
| 4e                     | US Postal Service               | États-Unis             | + 17 s                 |
| 5e                     | Deutsche Telekom                | Allemagne              | + 18 s                 |

## Abandons
Ludovic Auger (non-partant)
Erik Dekker (abandon)
Christopher Boardman (abandon)